# Schlachtgeschwader 2
Schlachtgeschwader 2 Immelmann organiserades från Sturzkampfgeschwader 2 den 18 oktober 1943 eftersom störtbombning hade upphört att vara det huvudsakliga angreppssättet. Precis som StG 2 fick förbandet sitt namn från flygaresset Max Immelmann.
(I dagens tyska flygvapen finns namnet kvar med Aufklärungsgeschwader 51 Immelmann).

## Geschwaderkommodoren
Lista på Geschwaderkommodoren:
- Oberstleutnant Hans-Karl Stepp, 18 oktober 1943 - 31 juli 1944
- Oberstleutnant Hans-Ulrich Rudel, 1 augusti 1944 - 8 februari 1945
- Major Friedrich Lang (tillförordnad), 9 februari 1945 - 13 februari 1945
- Oberstleutnant Kurt Kuhlmey (tillförordnad), 14 mars 1945 - 20 april 1945
- Oberst Hans-Ulrich Rudel, ? april 1945 - 8 maj 1945